# Hillary J. Walker
Hillary J. Walker (* 25. Juni 1975 in Nürnberg) ist eine US-amerikanische Schauspielerin deutscher Abstammung.

## Leben
Walker wurde 1975 in Nürnberg geboren und von einer amerikanischen Familie adoptiert. Sie gründete die Comedy-Gruppe Random Acts of Insanity.
Im Jahr 1999 stand sie für die Filmkomödie Drive Me Crazy als Partygast vor der Kamera. Im selben Jahr erhielt sie eine kleine Rolle als Jello Diver in dem Fernseh-Fantasyfilm Don’t Look Under the Bed und ist dabei neben Erin Chambers und Ty Hodges zu sehen. Im Thriller Born To Kill – Tödliche Erinnerungen von John Flynn, verkörperte sie eine Büroangestellte. In den Kurzfilmen Water with Food Coloring (2001) und 2:22 (2009) ist sie ebenfalls zu sehen. 2004 ist sie in dem Fernseh-Filmdrama See You in My Dreams als Swing-Tänzerin zu sehen und stand dabei neben Aidan Quinn, Marcia Gay Harden und Jacinda Barrett vor der Kamera.
Mit der Filmkomödie Action!!! feiert Walker ihr Regiedebüt und stand dabei auch vor der Kamera und verfasste zudem das Drehbuch.

## Filmografie
- 1999: Drive Me Crazy
- 1999: Die Rückkehr der vergessenen Freunde (Don’t Look Under the Bed)
- 1999: Born To Kill – Tödliche Erinnerungen (Absence of the Good, Fernsehfilm)
- 2001: Water with Food Coloring (Kurzfilm)
- 2004: See You in My Dreams (Fernsehfilm)
- 2009: 2:22 (Kurzfilm)
- 2010: Action!!!